# Pierre Bessis
Pour les articles homonymes, voir Bessis.
Pierre Bessis, né le 13 avril 1931 à Tunis, est un auteur et entrepreneur français. En 1966, il fonde l'institut Bessis à Paris, spécialisé en création de noms de marques.

## Biographie
Après des études en philosophie et psycho-sociologie, Pierre Bessis fonde dans les années 1960 l'institut Bessis qui devient une des premières entreprises françaises de conseil en créativité et création de noms. L'institut Bessis est notamment le créateur de noms d'entreprises et de produits comme le parfum Poème de Lancôme, le radiateur Artech, la pager Tatoo ou encore les voitures Kangoo de Renault.
En 2011, Bessis reçoit le prix Stratégies de la création de noms de marque pour la création de nom Fagor Brandt.

## Ouvrages et publications
Pierre Bessis est auteur et co-auteur de plusieurs livres sur la création de noms et le marketing :
- Name Appeal : créez des noms qui marquent, 2001, éditions Village Mondial (co-écrit avec sa fille Muriel Bessis)[3]
- Les Noms qui gagnent, 1998, éditions LPM (co-écrit avec Muriel Bessis)
- Qu'est-ce que la créativité?, 1972, éditions Dunod (co-écrit avec Hubert Jaoui)

Il est aussi l'auteur de plusieurs articles publiés dans le journal académique Communication et Langages, notamment "Réflexions de Pierre Bessis sur la publicité" (1978) et "Les noms de parfums" (1978).